# 영해여자중학교
영해여자중학교는 경상북도 영덕군 영해면에 있었던 공립 중학교이다.

## 학교 연혁
- 일자미상 영해여자중학교 설립 인가
- 1964년 1월 11일 영해여자중학교 개교
- 1967년 3월 6일 영해여자상업고등학교 병설 개교
- 1982년 ??월 ??일 영해여자종합고등학교 개편
- 1993년 ??월 ??일 영해여자상업고등학교 환원
- 1999년 ??월 ??일 영해여자정보고등학교 개편
- 2009년 3월 1일 폐교 및 영해중학교 통폐합

## 참고 자료
- 영해여자중학교 - 한국교육학술정보원 학교알리미